# Aglaojoppa egregia
Aglaojoppa egregia är en stekelart som beskrevs av Heinrich 1967. Aglaojoppa egregia ingår i släktet Aglaojoppa och familjen brokparasitsteklar. Utöver nominatformen finns också underarten A. e. annulata.